# Annegret Stopczyk-Pfundstein
Annegret Stopczyk-Pfundstein, geb. Stopczyk (* 1951 in  Münden (Hann. Münden)), ist eine deutsche Philosophin und Autorin.

## Leben und Werk
Annegret Stopczyk absolvierte zuerst eine Schneiderlehre, holte dann das Abitur nach und entschied sich auf dem zweiten Bildungsweg für ein Studium in Physik, Germanistik, Erziehungswissenschaften, Freie Malerei und Philosophie, welches sie mit dem Abschluss M.A. in Erziehungswissenschaft, Germanistik und Hauptfach Philosophie bei Ernst Tugendhat abschloss. Als Studentin sammelte sie Texte von bedeutenden Denkern der Philosophiegeschichte über Frauen und dokumentierte sie kommentiert 1980 in dem Buch Was Philosophen über Frauen denken.
Nach der Nuklearkatastrophe von Tschernobyl veröffentlichte Stopczyk den Essay Vom Ausstieg aus der männlichen Zivilisation in dem Sammelband Tschernobyl hat unser Leben verändert. Vom Ausstieg der Frauen. Darin entwirft sie ihre These von der „Verstaatlichung des Leibes“. Nach Stopczyk sei das Staatsziel nicht der Schutz des individuellen 'Lebens', sondern im Zeichen eines 'kollektiven Gemeinwohls' die Selbstopferung der 'Untertanen' als Soldat oder Mutter. Stopczyk kritisierte die Beschränkung der Erkenntnisfähigkeit auf den Logos, der männlich geprägt sei, und entwickelte einen an Leiblichkeit und Natalität orientierten philosophischen Ansatz, den sie Leibphilosophie nennt und der körperliche Erfahrungen als Erkenntnisweg der Vernunft gegenüberstellt. 1989 plädierte sie in einer Strategiedebatte über Frauen und Wissenschaft in der TAZ für den Abschied von Frauen aus dem Wissenschaftsbetrieb, in dem freies Denken nicht möglich sei.
Stopczyks persönliche Entwicklung sei symptomatisch für Tendenzen, die nach der Nuklearkatastrophe von Tschernobyl 1986 in der westdeutschen feministischen Bewegung an Bedeutung gewannen: die Kennzeichnung von Vernunft und Wissenschaft als „männlich“ und destruktiv, die Bejahung von Mutterschaft als positiver Identität und die Betonung des Körpers selbst als Wissens- und Erkenntnisorgan.
Im Jahr 2000 promovierte Stopczyk in Philosophie zum Thema Philosophin der Liebe. Helene Stöcker. Die „Neue Ethik“ um 1900 in Deutschland und ihr philosophisches Umfeld bis heute bei Gernot Böhme in Darmstadt. Stöckers Neue Ethik interpretierte sie als „Leibesphilosophie“. Die Dissertation publizierte sie 2002 als Buch, laut der Rezension von Rolf Löchel in Literaturkritik mit dem Hinweis, dass der Begriff Feminismus für ihre eigene philosophische Arbeit, die auf ethischem Gebiet eine Revitalisierung von Stöckers Theorien anstrebe, „wenig Sinn“ mache.
Seit 1999 ist sie Vorsitzende der von ihr initiierten Helene-Stöcker-Gesellschaft – Bund für ethische und philosophische Allgemeinbildung" e. V.
Sie war in verschiedenen Arbeitsfeldern tätig, u. a. als Lehrbeauftragte für politische Theorie am Otto-Suhr-Institut und freiberufliche Dozentin in der Erwachsenenbildung. Von 2003 bis 2012 führte sie eine eigene philosophische Praxis.
Annegret Stopczyk-Pfundstein ist seit Juni 2002 mit Matthias Pfundstein verheiratet und hat einen Sohn. Seit 2013 lebt sie in Südspanien und Deutschland.

## Publikationen (Auswahl)
- Was Philosophen über Frauen denken. Zusammengefasst und erläutert von Annegret Stopczyk. Matthes & Seitz, München 1980, ISBN 978-3-88221-314-0. Zweite Auflage: Muse, Mutter, Megäre. Was Philosophen über Frauen denken. Aufbau Taschenbuch Verlag, 1997, ISBN 978-3-7466-1278-2
- Sophias Leib. Entfesselung der Weisheit. Ein philosophischer Aufbruch. Carl-Auer-Verlag, Heidelberg 1998, ISBN 978-3-89670-025-4
- Philosophin der Liebe. Helene Stöcker. Books on Demand, Norderstedt, 2002, ISBN 978-3-8311-4212-5
- Nein danke, ich denke selber. Philosophieren aus weiblicher Sicht. Rütten & Loening, 1996, ISBN 978-3-7466-8046-0
- Was Philosophinnen über die Göttin denken. Mit Heide Göttner-Abendroth und Marit Rullmann. Christel Göttert Verlag, 2007, ISBN 978-3-939623-00-7